# Кораблино (Рязанский район)
Кораблино — село в Рязанском районе Рязанской области России. Входит в состав Вышгородского сельского поселения.

## География
Село расположено на правом берегу Оки в 18 км к юго-востоку от Рязани.

## История
По окладным книгам 1676 года Кораблино значилось в числе деревень, входящих в состав прихода села Горетово. В 1859 году помещиком Григорием Федосеевым в селе была построена церковь. В ней было два престола: в настоящей в честь Воздвижения, в придельной — в честь иконы Казанской. В годы Советской Власти церковь была разрушена.
В XIX — начале XX века село входило в состав Астроминской волости Рязанского уезда Рязанской губернии, с 1925 года — в составе Вышгородской волости. В 1905 году в селе был 171 двор.
С 1929 года село являлось центром Кораблинского сельсовета Рязанского района Рязанского округа Московской области, с 1937 года — в составе Рязанской области, с 2005 года — центр Кораблинского сельского поселения, с 2017 года — в составе Вышгородского сельского поселения.
Летом 1934 года село посещал Никита Сергеевич Хрущёв, являвшийся на тот момент первым секретарем Московского горкома ВКП(б).
В 1935 года колхоз «Красная звезда» в селе Кораблино посещал выдающийся советский ученый Иван Петрович Павлов, знакомился с жизнью колхозников, осматривал здание строившейся сельской школы-десятилетки.

## Население
| 1859 | 1897 | 1906  | 2010 |
| ---- | ---- | ----- | ---- |
| 622  | ↗924 | ↗1234 | ↘670 |

## Инфраструктура
На территории села расположены общеобразовательная школа, сельская библиотека, дом культуры. Ведется строительство храма.
На территории поселения работает сельскохозяйственное предприятие ООО «Клен-1».

## Достопримечательности
В селе находится действующая церковь Илии Пророка (2013).

## Транспорт
Автобусное сообщение с райцентром. Остановка общественного транспорта «Кораблино».